# Mikołajów n/Dn. (gmina)
Mikołajów n/Dn. (Mikołajów nad Dniestrem; 1941–44 Mikołajów) – dawna gmina wiejska w powiecie żydaczowskim województwa stanisławowskiego II Rzeczypospolitej. Siedzibą gminy było miasto Mikołajów n/Dn., które stanowiło odrębną gminę miejską (podczas okupacji pozbawiony praw miejskich i włączony do gminy).
Gminę utworzono 1 sierpnia 1934 r. w ramach reformy na podstawie ustawy scaleniowej z dotychczasowych gmin wiejskich: Demnia, Drohowyże, Nadiatycze, Rozwadów, Rudniki, Stulsko, Trościaniec, Uście, Weryń i Wola Wielka.
Po II wojnie światowej obszar gminy został włączony do Ukraińskiej SRR.